# Dendromus
Dendromus (Smith, 1829) è un genere di roditori della famiglia dei Nesomiidi.

## Descrizione

### Dimensioni
Al genere Dendromus appartengono roditori di piccole dimensioni, con lunghezza della testa e del corpo tra 50 e 100 mm, la lunghezza della coda tra 65 e 132 mm e un peso fino a 21 g.

### Caratteristiche craniche e dentarie
Il cranio presenta una costrizione inter-orbitale considerevole e delle creste sopra-orbitali poco pronunciate. La scatola cranica è moderatamente grande e rotonda. I fori incisivi sono larghi e lunghi. Il palato è ampio, la bolla timpanica è relativamente grande. I fori infra-orbitali sono molto grandi mentre le placche zigomatiche sono sottili e visibilmente inclinate in avanti. Gli incisivi superiori sono compressi e attraversati ciascuno da un solco longitudinale, quelli inferiori sono invece lisci. Il terzo molare è ridotto.
Sono caratterizzati dalla seguente formula dentaria:

### Aspetto
L'aspetto è quello di un piccolo topo con il muso appuntito, gli occhi e le orecchie grandi. Il colore delle parti dorsali varia dal marrone al bruno-rossastro, spesso con una o più strisce dorsali scure, mentre le parti ventrali sono sempre più chiare, bianche o grigiastre. Le zampe anteriori hanno tre dita, mentre i piedi ne hanno cinque, con l'alluce ridotto e opponibile e il quinto dito lungo come i tre centrali e spesso privo dell'artiglio. La coda è più lunga della testa e del corpo, è cosparsa di pochi peli ed è prensile. Le femmine hanno 4 paia di mammelle.

## Distribuzione
Sono piccoli roditori arboricoli diffusi nelle savane dell'Africa subsahariana.

## Tassonomia
Il genere comprende 14 specie.
- È presente una striscia dorsale.
  - Dendromus insignis
  - Dendromus kahuziensis
  - Dendromus melanotis
  - Dendromus mesomelas
  - Dendromus mystacalis
  - Dendromus nyasae
  - Dendromus nyikae
  - Dendromus oreas
  - Dendromus ruppi
  - Dendromus vernayi
- Sono presenti tre strisce dorsali.
  - Dendromus lovati
- Nessuna striscia dorsale è presente.
  - Dendromus lachaisei
  - Dendromus leucostomus
  - Dendromus messorius

Studi filogenetici effettuati nel 2016 hanno evidenziato una distintiva clade comprendente D.melanotis e D.nyikae, i quali potrebbero quindi appartenere ad un nuovo genere ancora non descritto